# Silene littorea
Silene littorea är en nejlikväxtart. Silene littorea ingår i släktet glimmar, och familjen nejlikväxter.

## Underarter
Arten delas in i följande underarter:
- S. l. adscendens
- S. l. littorea
- S. l. nana

## Bildgalleri

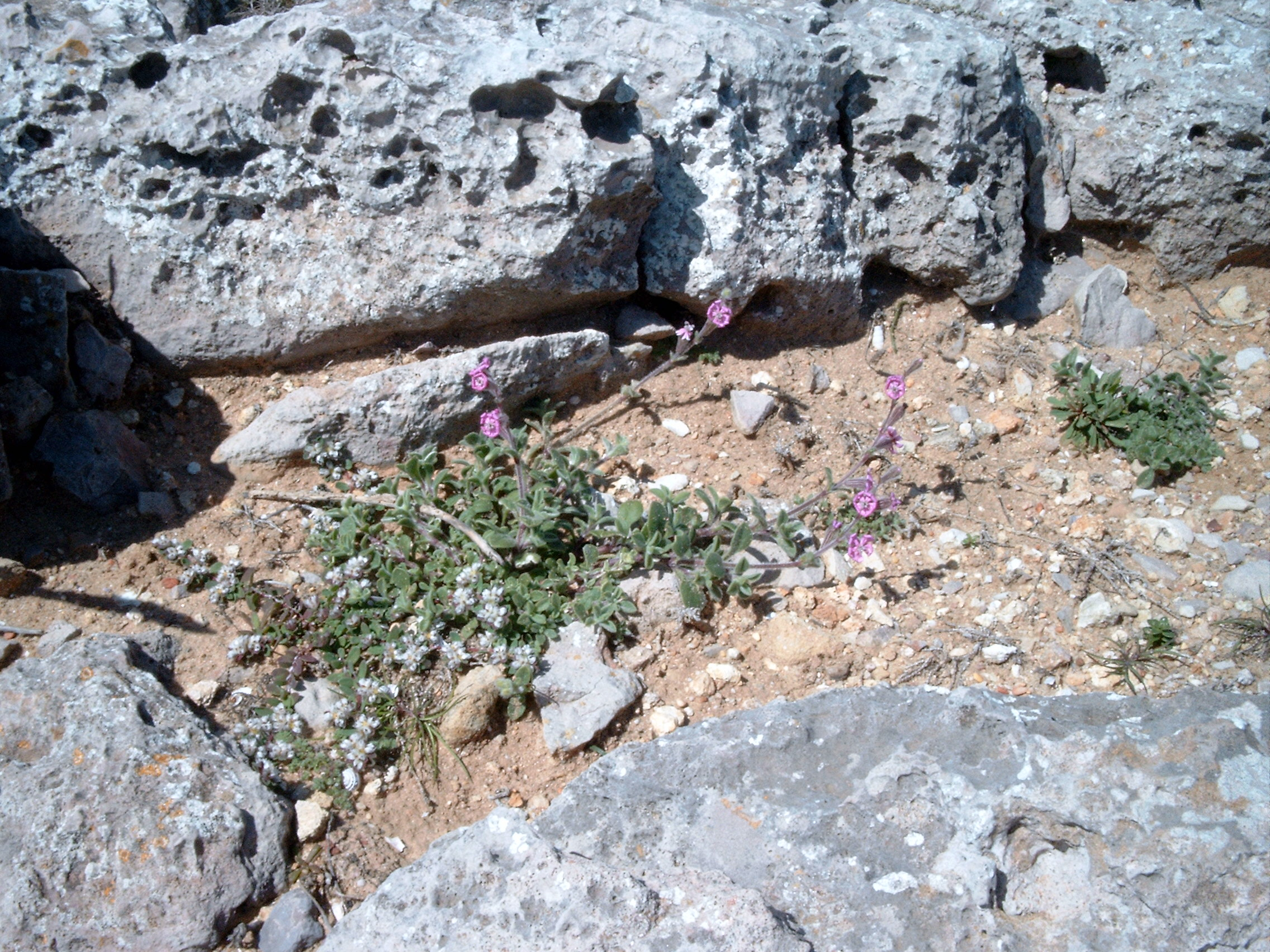
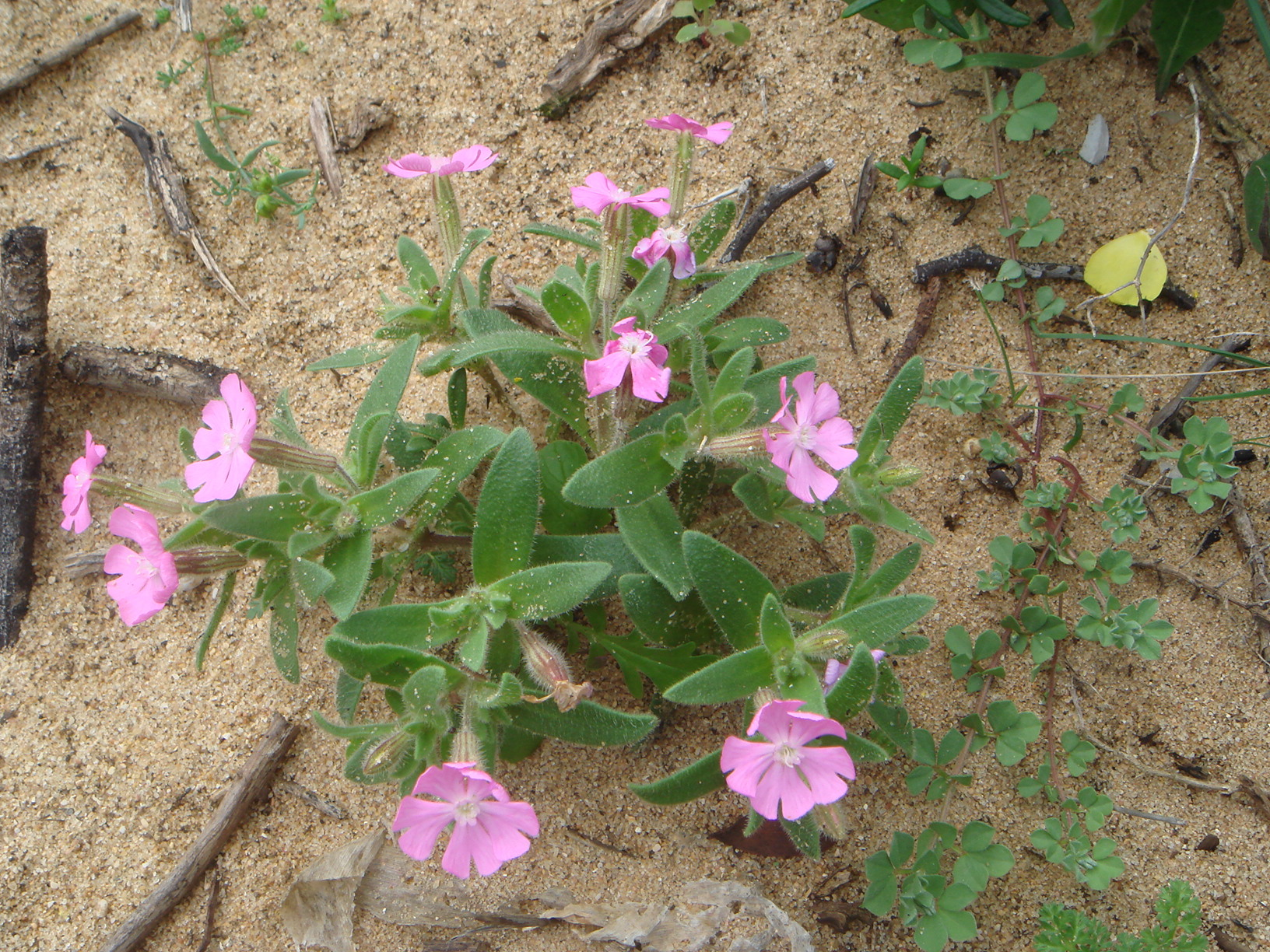
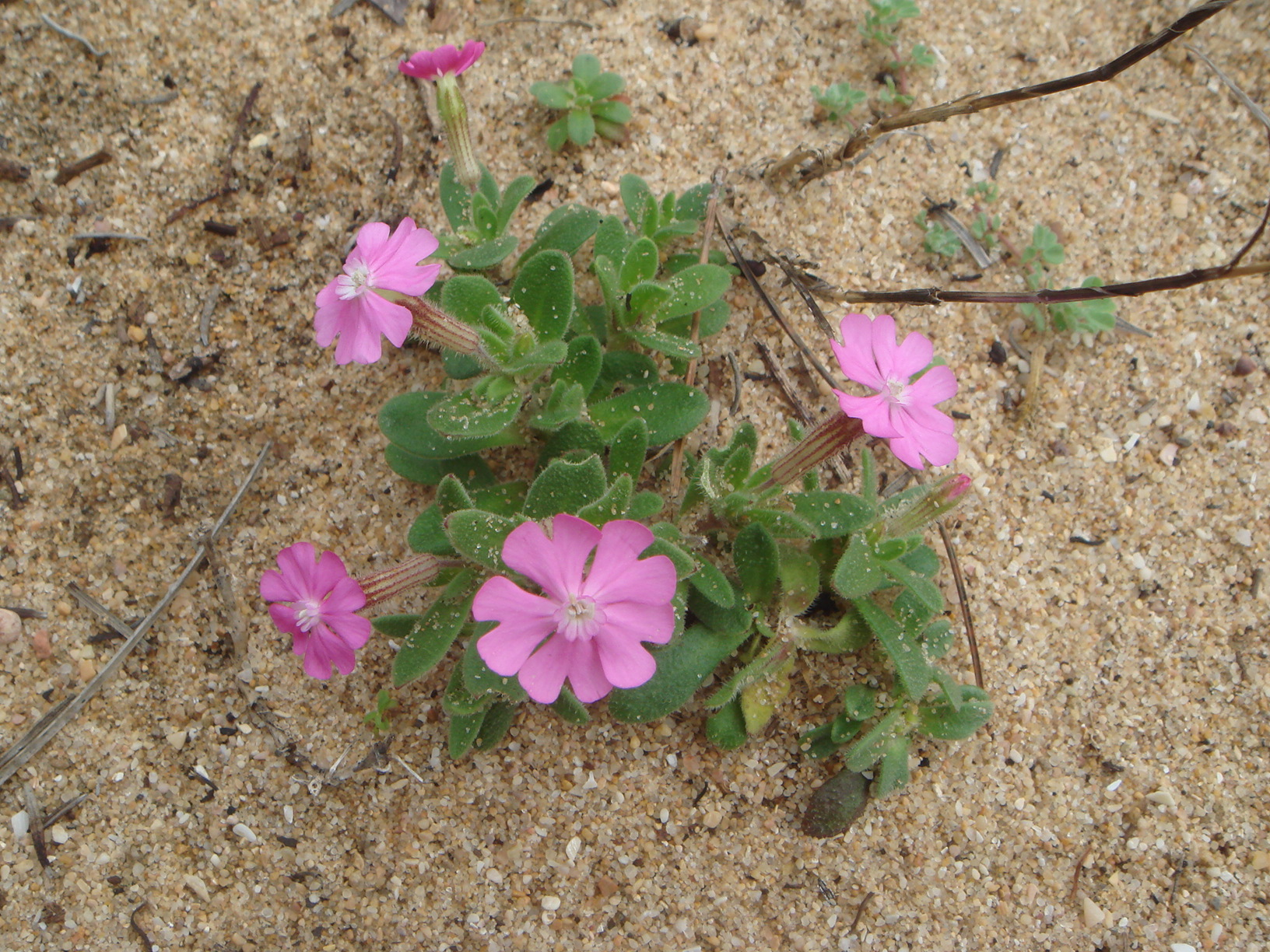
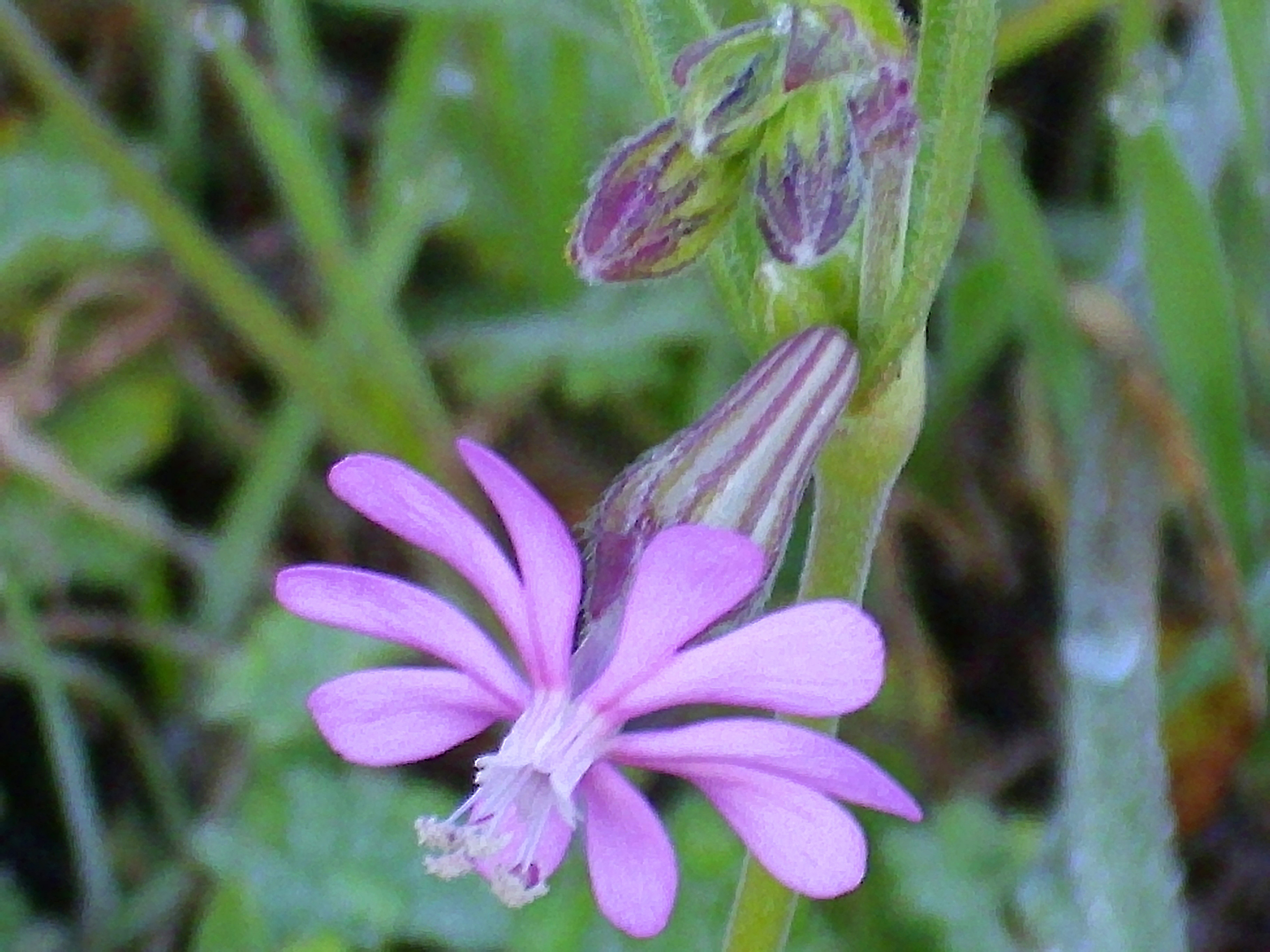
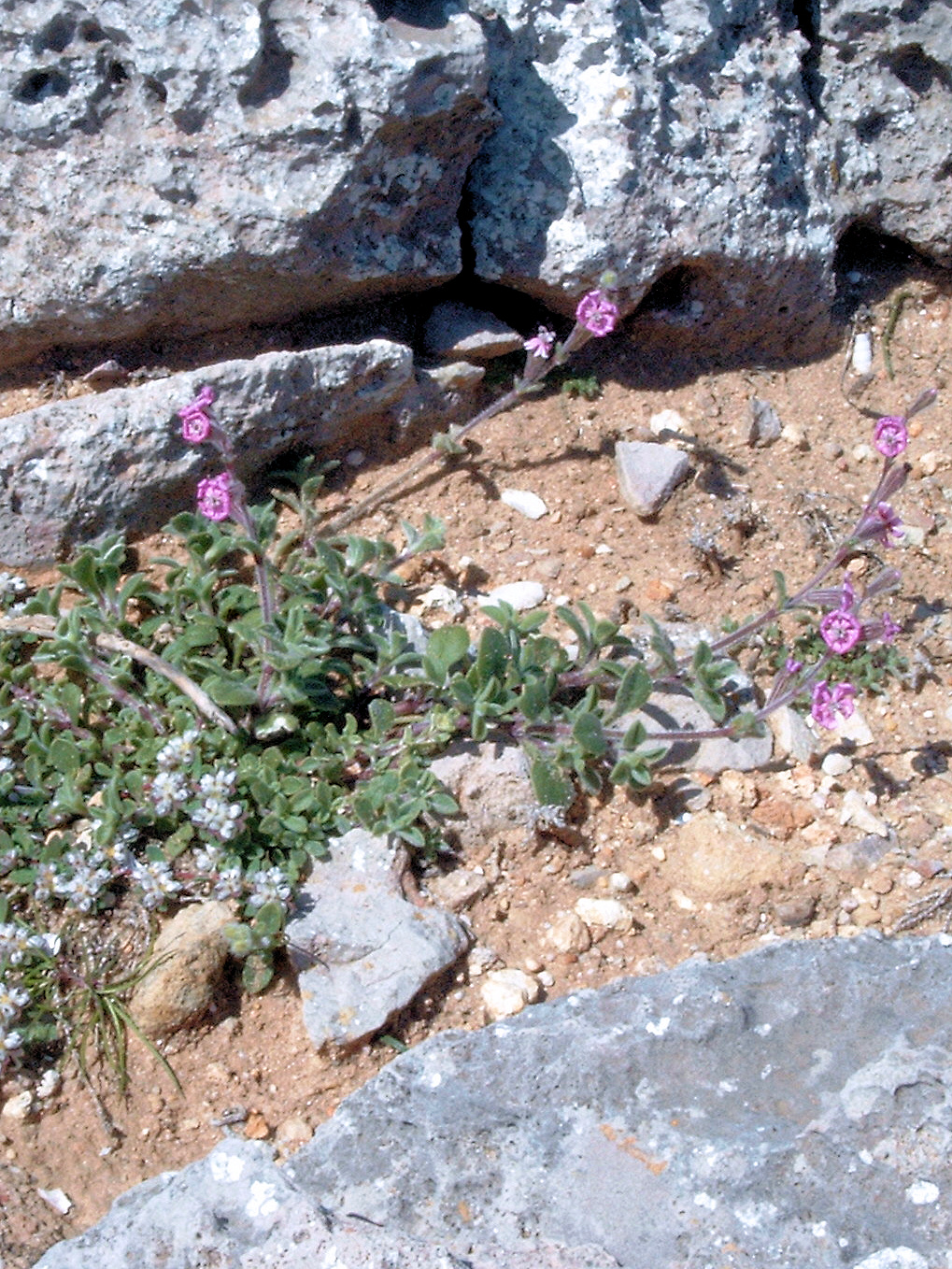
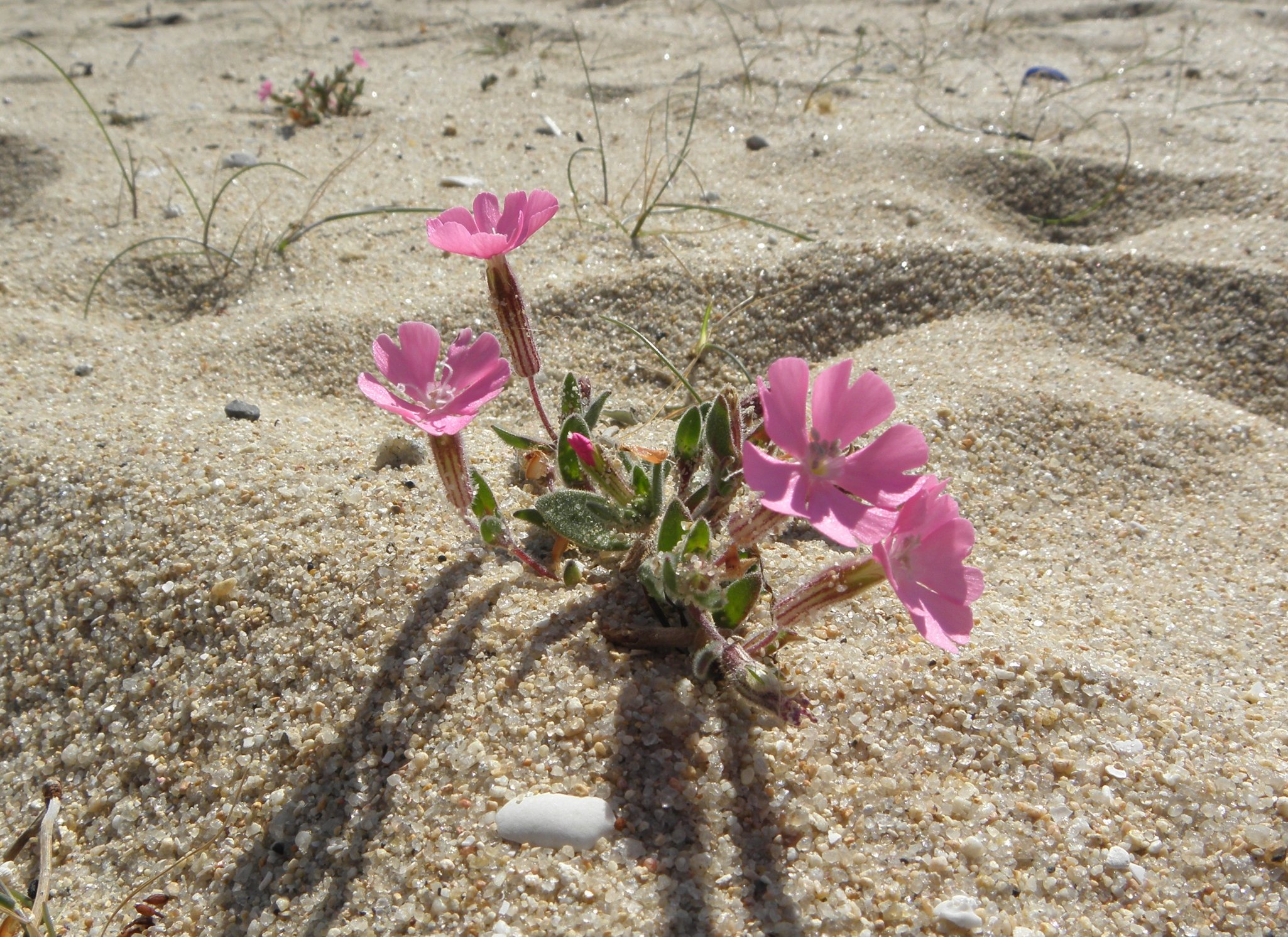